# Arabo cipriota
L'arabo cipriota è la varietà di lingua araba parlata a Cipro dalla locale comunità cristiana maronita. Tradizionalmente concentrata negli insediamenti di Kormakitis, Asomatos, Agia Marina e Karpaseia, la comunità maronita si è trasferita nella regione meridionale dell'isola nel 1974, in seguito all'invasione turca di Cipro. La dispersione della comunità ha accelerato l'indebolimento della lingua, oggi parlata perlopiù dalla componente anziana della comunità che la alterna al greco cipriota.

## Storia
L'arabo cipriota venne introdotto per la prima volta a Cipro dagli immigrati maroniti provenienti dalla regione del Levante, tra il VII e il XIII secolo. Dal 2002, è designata dall'UNESCO come lingua severamente in pericolo e dal 2008, 
è riconosciuta come lingua minoritaria di Cipro, in un tentativo di rivitalizzare la lingua.
L'arabo cipriota in passato è stato classificato come arabo levantino, a causa della presenza contemporanea di una grande comunità maronita nella zona siriana. Tuttavia, più recentemente sono state dimostrate un gran numero di caratteristiche comuni con le varianti qeltu (l'arabo mesopotamico settentrionale) parlate in Iraq settentrionale, Siria orientale e Turchia meridionale e un antecedente medievale pre-cipriota è stato dedotto come appartenente a quest'area dialettale. Gli indizi di un substrato aramaico suggeriscono che l'arabo cipriota si sia evoluto durante le prime fasi dell'arabizzazione. L'arabo cipriota presenta numerose caratteristiche comuni con i dialetti levantini dell'area palestinese e libanese, caratteristiche probabilmente sviluppatesi in un periodo durante il quale esisteva un profondo continuum dialettale tra i dialetti mesopotamici e levantini.